# Enoploctenus distinctus
Enoploctenus distinctus là một loài nhện trong họ Ctenidae.
Loài này thuộc chi Enoploctenus. Enoploctenus distinctus được Lodovico di Caporiacco miêu tả năm 1947.